# Veronica Antal
Veronica Antal, OFS (7. prosince 1935, Botești – 24. srpna 1958, Hălăucești) byla rumunská římská katolička, členka Sekulárního františkánského řádu a hnutí Rytířstva Neposkvrněné, zavražděná po neúspěšném pokusu o znásilnění. Katolická církev ji uctívá jako blahoslavenou mučednici.

## Život
Narodila se dne 7. prosince 1935 v rumunské obci Botești rodičům Gheorgu Antalovi a Evě Antal. Pokřtěna byla 8. prosince téhož roku od kněze Felixe Rafaelliho. V dětství trávila spoustu času se svoji babičkou Zarafinou, která ji vyučovala křesťanskou víru. Od svých sedmi let navštěvovala školu ve své rodné obci, kromě toho musela s rodiči pracovat na poli.
Během dospívání se toužila stát řeholnicí, avšak nový komunistický režim zakázal klášterní život. Vstoupila tedy alespoň do Sekulárního františkánského řádu a složila soukromý slib panenství. Připojila se také ke katolickému hnutí Rytířstva Neposkvrněné. Za svůj vzor považovala sv. Marii Goretti.
Dne 24. srpna 1958 večer se vracela domů z bohoslužby, když se k ní připojil Pavel Mocanu, který ji začal obtěžovat. Po neúspěšném pokusu o její znásilnění ji u obce Hălăucești ubodal 42 ranami nožem. Dne 26. srpna téhož roku bylo dělníky nalezeno její tělo. Její pohřeb se konal následujícího 27. srpna.

## Úcta
Její beatifikační proces byl zahájen dne 10. července 2003, čímž obdržela titul služebnice Boží. Dne 26. ledna 2018 podepsal papež František dekret o jejím mučednictví.
Blahořečena pak byla dne 22. září 2018 v kostele v obci Nisiporești. Obřadu předsedal jménem papeže Františka kardinál Giovanni Angelo Becciu.
Její památka je připomínána 24. srpna.